# S・P・バーラスブラマニアム
S・P・バーラスブラマニアム（S. P. Balasubrahmanyam、1946年6月4日 - 2020年9月25日）は、インドのテルグ語映画、タミル語映画、カンナダ語映画、ヒンディー語映画、マラヤーラム語映画で活動したプレイバックシンガー、音楽監督、俳優。「SPB」「Balu」の別名でも知られていた。これまで16の言語で10万曲以上のレコーディングを行っており、国家映画賞、ナンディ賞、タミル・ナードゥ州映画賞、フィルムフェア賞、フィルムフェア賞 南インド映画部門などインド各地の映画賞を数多く受賞した。
彼は「世界で最も多く映画の曲を歌った男性歌手」としてギネス世界記録に認定されている。2012年にNTRナショナル・アワード、インディアン・フィルム・パーソナリティ・オブ・ザ・イヤーを受賞しており、インド政府からパドマ・シュリー勲章（2001年）、パドマ・ブーシャン勲章（2011年）を授与されている。
2020年9月25日、2019新型コロナウイルス（COVID-19）により死去した。

## 生涯

### 生い立ち
1946年にネルールで生まれる。父はハリカタのアーティストで、舞台俳優としても活動していた。バーラスブラマニアムにはS・P・サーイラージャーを含め2人の兄弟と5人の姉妹がいる。
バーラスブラマニアムは幼少期に音楽に興味を抱き、記譜法を学んだ。彼が音楽に興味を抱いたのは母の影響が大きかったといわれている。成長後、彼はエンジニアを目指してジャワハルラール・ネルー工科大学に進学したが、腸チフスを患い研究を中断し、マドラスのエンジニア協会の準会員となった。彼は工学研究の合間に音楽を学び、音楽コンクールで賞を受賞している。1964年にテルグ文化団体が主催するアマチュア向けの音楽コンクールで最優秀賞を受賞した。彼はアニルッター（ハーモニウム）、イライヤラージャー（ギター→ハーモニウム）、バースカル（パーカッション）、ガンガイ・アマラン（ギター）が参加する軽音楽グループのリーダーだった。また、S・P・コーダンダパニとガンタサーラが審査員を務めた音楽コンペティションではベストシンガーに選ばれている。彼は音楽家になる機会を得るため「Nilave Ennidam Nerungadhe」を作曲して音楽監督の元を訪れて回り、P・B・シュリーニヴァースからの支援を受けて活動していた。

### キャリア

#### プレイバックシンガー

##### 1960年代 - 1970年代
1966年12月15日、バーラスブラマニアムは師であるS・P・コーダンダパニが音楽監督を務めたテルグ語映画『Sri Sri Sri Maryada Ramanna』（1967年公開）のレコーディングに参加し、プレイバックシンガーとしてデビューした。8日後にはカンナダ語映画『Nakkare Ade Swarga』（1967年公開）のレコーディングに参加し、続いてタミル語映画『Hotel Ramba』の曲「Athaanodu ippadi irundhu eththanai naalaachu」のレコーディングに参加したが、同作は製作が中断されたため公開されなかった。この他にキャリア初期の曲としてP・スシーラとデュエットした『Shanti Nilayam』の「Iyarkai Ennum Ilaya Kanni」、『Adimai Penn』の「Aayiram Nilavae Vaa」がある。「Pournami Nilavil Pani vizhum Iravil」ではS・ジャーナキと初めてデュエットを組み、『Kadalppalam』では音楽監督のG・デーヴァラージャンに起用され、初めてマラヤーラム語映画の曲のレコーディングに参加した。
バーラスブラマニアムは大半の場合、楽曲のレンダリングを1日で終わらせる。1981年2月8日に行ったレコーディングでは、ウペンドラ・クマールが作曲したカンナダ語曲のレコーディングを午前9時から午後9時までの間に行い、同時にタミル語曲19曲、ヒンディー語曲16曲のレコーディングも行っている。彼はレコーディング作業について、「1日に15曲から20曲をレコーディングすることもありますが、それまでこうした曲数をレコーディングをするのはアナンド＝ミリンドだけでした。そして、私は最後のフライトでチェンナイに帰っています」と語っている。1970年代はM・S・ヴィシュワナーダンが音楽監督を務める作品で、M・G・ラーマチャンドランやシヴァージ・ガネーサンのために曲を手掛けた。この時期にはP・スシェーラ、S・ジャーナキ、ヴァーニー・ジャイラーム、L・R・イーシュワリとデュエットしている。

##### 1980年代

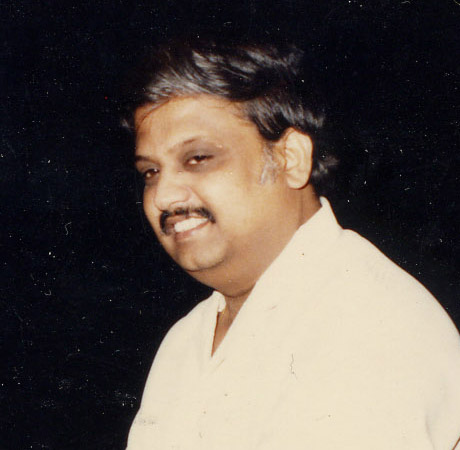
S・P・バーラスブラマニアム（1985年）

1980年公開の『Sankarabharanam』で国際的な知名度を上げた。同作はテルグ語映画史上最高の映画の一つに挙げられており、K・V・マハーデーヴァンが作曲したサウンドトラックはテルグ語映画でカルナーティック音楽を取り入れる契機となった。また、彼は伝統的な訓練を受けた歌手ではなく映画音楽の要素をサウンドトラックに取り入れた。バーラスブラマニアムは国家映画賞 男性プレイバックシンガー賞を受賞し、1981年にも『Ek Duuje Ke Liye』で同賞を受賞している。この時期はイライヤラージャーが作曲した曲をS・ジャーナキとデュエットすることが多く、この3人の組み合わせは1970年代から1980年代にかけてタミル語映画で大きな成功を収めた。代表作には『Sagara Sangamam』『Swati Mutyam』『Rudraveena』のサウンドトラックがあり、バーラスブラマニアムはイライヤラージャーと共に国家映画賞を受賞している。
1989年にスーラジ・バルジャーティヤの『私は愛を知った』でサルマーン・カーンのプレイバックシンガーを務めた。同作のサウンドトラックも成功を収め、バーラスブラマニアムは「Dil Deewana」でフィルムフェア賞 男性プレイバックシンガー賞を受賞した。これ以降、彼はサルマーン・カーン主演作で「ロマンティック・シンギング・ボイス」を務めるようになった。この中で最も知られているのは『Hum Aapke Hain Koun..!』である。同作はボリウッド映画歴代興行成績の上位にランクインし、ラタ・マンゲシュカルとデュエットした「Didi Tera Devar Deewana」は人気を集めた。同作の成功により、バーラスブラマニアムの「インド最高のプレイバックシンガー」としての地位はより強固なものになった。また、キショール・クマールが1970年代に「ラージェーシュ・カンナーの声」と認識されたのと同様に、バーラスブラマニアムは1990年代に入ると「サルマーン・カーンの声」として認識されるようになった。

##### 1990年代以降

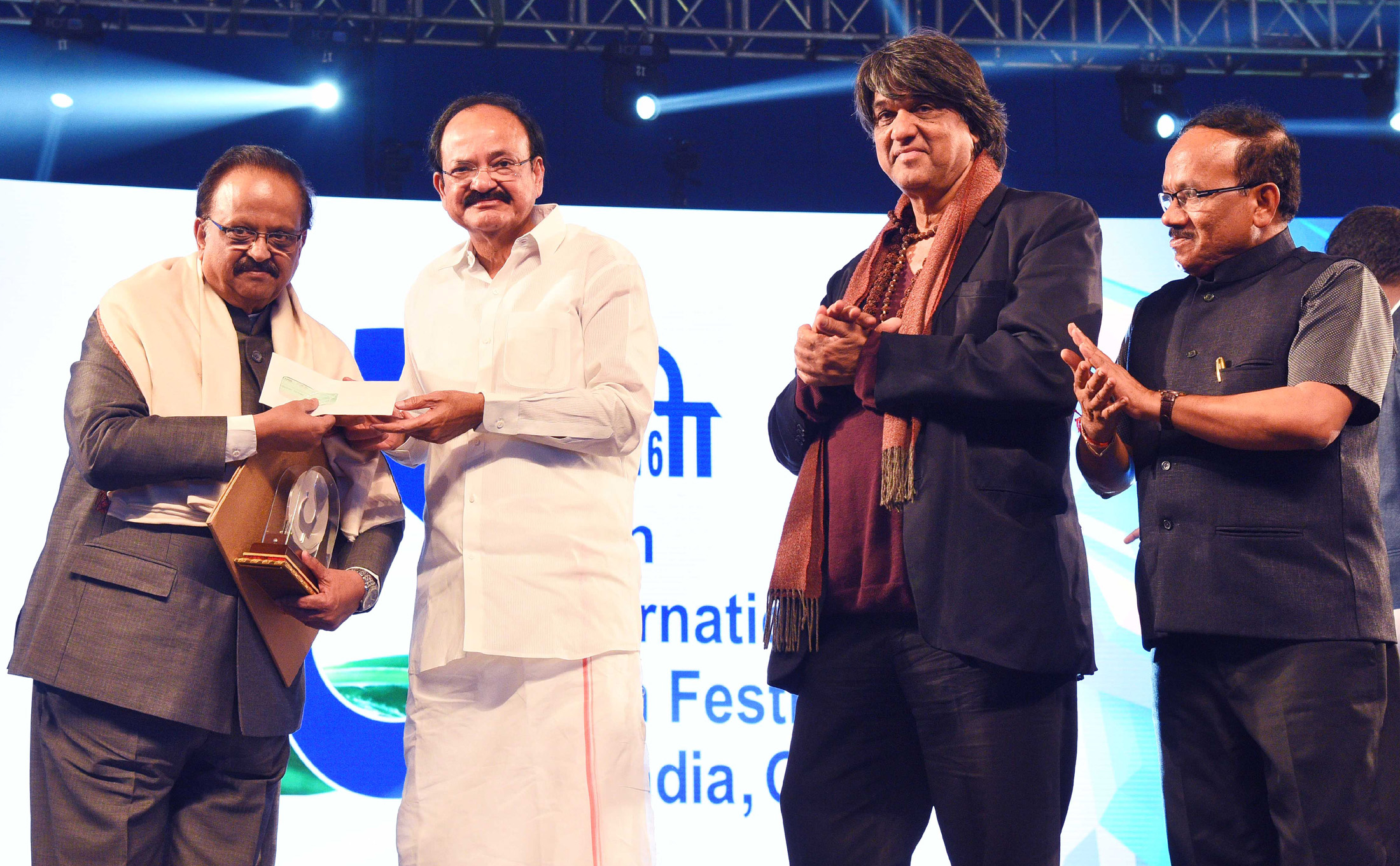
第47回インド国際映画祭でインディアン・フィルム・パーソナリティ・オブ・ザ・イヤーを受賞するバーラスブラマニアム（左端）

1990年代はヴィディヤーサーガル、M・M・キーラヴァーニ、S・A・ラージクマール、デーヴァの楽曲に参加し、特にA・R・ラフマーンとの仕事で大きな成功を収めた。ハムサレーカとは『Premaloka』で仕事を共にして以来コンビを組むようになり、バーラスブラマニアムがカンナダ語映画で歌う曲の多くはハムサレーカが作曲した曲になった。ハムサレーカが音楽監督を務めた『Sangeetha Sagara Ganayogi Panchakshara Gavai』にも参加し、国家映画賞男性プレイバックシンガー賞を受賞した。A・R・ラフマーンの音楽監督デビュー作『ロージャー』では3曲のレコーディングに参加し、これ以降ラフマーンとコンビを組む機会が多くなった。この他の代表作にはアヌパマーとデュエットした『Pudhiya Mugam』の「July Matham」、『Kizhakku Cheemayile』の「Mannoothu Manthayilae」、『Minsara Kanavu』の「Thanga Thaamarai」があり、『Duet』では大半の曲を歌っている。
2013年に『チェンナイ・エクスプレス 〜愛と勇気のヒーロー参上〜』の「Chennai Express」を歌い、15年振りにヒンディー語映画のレコーディングに参加した。

#### 声優
バーラスブラマニアムはK・バーラチャンダルの『Manmadha Leelai』テルグ語吹替版に声優として参加した。これ以降、複数の映画でカマル・ハーサン、ラジニカーント、ヴィシュヌヴァルダン、サルマン・カーン、K・バーギャラージ、モーハン、アニル・カプール、ギリーシュ・カルナード、ジェミニ・ガネーサン、アルジュン・サルジャー、ナーゲーシュ、カールティク、ラグヴァランなどの吹き替えを務めた。この中でカマル・ハーサン主演作のテルグ語吹替版では専属で彼の吹き替えを担当するようになり、『Dasavathaaram』では彼が演じた10役のうち7役の吹き替えを担当している。『Annamayya』と『Sri Sai Mahima』ではナンディ賞 吹替男優賞を受賞した。この他に『Sri Rama Rajyam』タミル語吹替版ではナンダムーリ・バーラクリシュナ、『ガンジー』テルグ語吹替版版ではベン・キングズレーの吹き替えを担当した。

### 死去
2020年8月5日、COVID-19の検査で陽性反応が示され、チェンナイ市内の病院に入院。その後、容態が悪化し、集中治療室に移送され、人工呼吸器と体外式膜型人工肺（ECMO）による治療を必要とした。息子のチャランはソーシャルメディア上で定期的に更新情報を提供し、タミル映画業界のメンバーは8月20日にZoomを介して大規模な祈りを行い、病院の外ではファンによるキャンドル・ビギルが行われた。9月7日、人工呼吸器とECMOを使用したままであったが、コロナウイルスの検査では陰性であった。彼は軽い発話や身体活動など回復の兆しを見せ始めたが、病院は9月24日、「極めて重篤な状態」となり、「最大生命維持装置」にかかっているとする声明を発表した。バーラスブラマニアムは1か月以上入院した後、2020年9月25日午後1時4分（IST）に心肺停止のため死去した。

## 家族
バーラスブラマニアムはバラモンの出身で、妻サヴィトリとの間に生まれた娘パッラヴィ、息子S・P・チャランはそれぞれプレイバックシンガー、映画プロデューサーとして活動している。